# Павлово (Кінгісеппський район)
Павлово (рос. Павлово) — присілок у Кінгісеппському районі Ленінградської області Російської Федерації.
Населення становить 108 осіб. Належить до муніципального утворення Нєжновське сільське поселення.

## Історія
Згідно із законом від 28 жовтня 2004 року № 81-оз належить до муніципального утворення Нєжновське сільське поселення.

## Населення
| 1838 | 1848 | 1857 | 1862 | 1882 | 1899 | 1997 |
| ---- | ---- | ---- | ---- | ---- | ---- | ---- |
| 95   | ↗118 | ↘103 | ↗116 | ↗120 | ↗145 | ↗159 |
| 2007 | 2010 | 2017 |      |      |      |      |
| ↘130 | ↘120 | ↘108 |      |      |      |      |